# 聽閾
在物理學和醫學中，聽閾（英文：threshold of hearing）指人或其它動物的耳朵在特定環境中，能感覺到的聲音的最小聲壓或聲強。正常人耳對不同頻率的聲音，聽閾都有所不同，當中 2 000 Hz 到 5 000 Hz 的範圍最為敏感。對於一個聽力正常的年輕人，聲音需要至少產生約 2 × 10-5 Pa 的壓力，才能被感覺到。這聲壓所對應的聲強，約為 10-12 W m-2。
這兩個值也是聲壓級和聲強級的參考值，被定為 0 分貝。也就是說，
p0 = 2 × 10-5 Pa ≡ 0 dB SPL ，以及
I0 = 10-12 W m-2 ≡ 0 dB SIL 。
0 dB 這條界線，稱為絕對聽閾（absolute threshold of hearing）。對於使其他頻率的聲音，聽閾可能有別。比如對於 1 kHz 的聲音，平均聽閾落在 3 dB。

## 聽覺面積

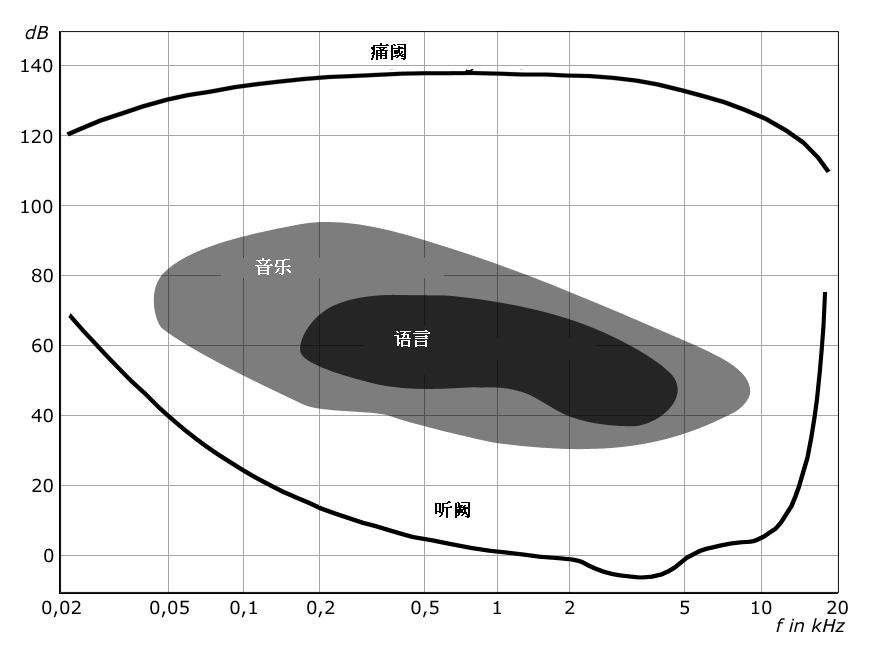
人類的聽覺面積。

右圖顯示出一般人的聽力範圍，橫軸是聲波頻率，縱軸是聲強級。圖中最下方的曲線是聽閾，聽閾以上的聲音才能夠聽到。從圖中可見，不同的頻率的聽閾有所不同，其值一般在 2 000 Hz 時為 0 dB。高頻和低頻的聽閾比較高，比如 30 Hz 時的聽閾為 60 dB，增至 15 000 Hz 時，聽閾也達到約 60 dB。對一般人來說，平均可以聽到約 20 Hz 至 20 000 Hz 的聲音。一個人能夠聽到的最高頻率，受其年齡和健康狀況影響。年紀越大的人，其高頻的聽閾提高得越快。
最上方的曲線是痛閾，這樣響的聲音是人無法忍受的。在痛閾以下，還有很大的一段讓人感到非常不舒服的範圍。聲響高於 80 至 100 dB 後，中耳的肌肉會緊張，降低聽小骨的靈活性，以及其向內耳傳播聲音的能力。這個保護機能在約 50 微秒後開始出現，在聲響降低後依然會保持一段時間。
兩條曲線之間的範圍，稱為聽覺面積。每個人的聽覺面積都不一樣，而且會在一生中變化。一般來說，人的聽覺面積隨年齡的增長而縮小。

## 測量
一個人的聽閾，能夠以直接測量得到的。在測試者的正前方，放置一個正弦波的純音聲源，並讓測試者判斷聲源有否發出聲音。在測量時，聲強不斷會降低，直到測試者不確定他是否還聽得見為止。為了確定這個測量值，聲強可以重複提高和降低。
在醫學診斷中，也可以使用耳機作為音源，測量單耳的聽閾。測量時也可以使用頻率持續變化的聲音，找出不同頻率下的聽閾，從而描繪聽閾曲線。
聽閾可以顯示出一個人的聽力缺陷，其曲線對於確定病人的聽力缺陷非常重要。聽閾曲線的形狀，能夠反映出測試者一些聽覺系統的問題。普通人的聽力標準是國際標準化組織 ISO 226:2003 中規定的聽閾曲線，所有判斷聽力缺陷的測試，均是對比這個標準進行的。